# Élide (región histórica)
Élide (en griego antiguo Ἠλεία, Ēleía; en griego moderno Ηλεία, Ilía) fue un estado independiente de la Antigua Grecia, cuya capital fue la ciudad de Elis. Estaba en la costa oeste de la península del Peloponeso, entre las históricas regiones de Acaya y Mesenia. Tenía al norte el cabo Araxos y el río Lariso, y al sur el río Neda; al este tenía las montañas de Arcadia y al oeste el mar Jónico. Estaba formada por tres distritos: Élide Cava, al norte, desde el cabo Araxos al cabo Ictis; Pisátide, en el centro, desde el Ictis al río Alfeo; y Trifilia, al sur, desde el Alfeo al Neda.
El primer dios adorado por los eleos fue Apolo Opsófago. Por poseer el templo de Zeus olímpico a orillas del río Alfeo, el territorio era sagrado e inviolable. Cada cuatro años se celebraba su festival, los Juegos Olímpicos, que llevaban al país a numerosos atletas y visitantes.

## Historia
Los antiguos habitantes fueron llamados caucones. Se encuentran algunos restos de la influencia fenicia en la ciudad de Elis (culto a Afrodita Urania). Los siguientes habitantes fueron los epeos (epeioi), que estaban emparentados con los etolios. Los griegos hicieron a dos hijos de Endimión, Epeo y Etolo, los ancestros de los epeos y de los etolios. El nombre de Élide deriva de Eleo, hijo de Poseidón y Eurícide, hija de Endimión.
Eleo tuvo como sucesor a su hijo Augías, que hizo la guerra con Heracles. Después el reino se dividió en cuatro estados. Los epeos fueron a la guerra de Troya con 40 barcos de los cuatro estados, de los cuales uno estaba gobernado por Políxeno, el nieto de Augías. Homero menciona a los epeos y a los pilios como pueblos de la costa del oeste del Peloponeso que fueron a la guerra de Troya. Políxeno fue el único de los cuatro reyes que volvió de la guerra. En tiempos de su nieto se produjo la invasión de los dorios y Élide fue dada al jefe Óxilo y a sus etolios para pagar su participación en la conquista.
Etolios y epeos se fusionaron y originaron el pueblo de los eleos. Otro estado (Pisátide), poblado por los epeos, tenía por capital Pisa, antigua residencia de Enómao y Pélope, y era una confederación formada por ocho estados, pero esta ciudad desapareció más tarde, probablemente con la conquista de los eleos. Por la misma época, los minias, expulsados de Laconia, se apoderaron de Trifilia y expulsaron a los habitantes originales, los caucones y se establecieron allí y fundaron seis ciudades estado. Allí vivían además de los minias, los epeos y los eleos (que ya habían dominado antes a los caucones sin expulsarlos). Hacia el siglo VIII a. C., los eleos de Élide Cava conquistaron los estados de Pisátide y de Trifilia, que se convirtieron en estados sometidos, y con el tiempo asimilaron a sus pueblos.
El festival de Zeus de Olimpia lo hacían los habitantes de Pisátide, junto a la ciudad de Olimpia. La conquista de Pisa por los eleos supuso que el control del festival quedase encargado a los eleos. Los habitantes de Pisa quisieron recuperar la dirección del festival y en la octava olimpíada, en 747 a. C., obtuvieron la presidencia con la ayuda de Fidón, tirano de Argos, que participaba en el festival. Pero derrotado Fidón por los espartanos, los eleos recuperaron la presidencia del festival.
Durante la segunda guerra mesenia los habitantes de Pisa y de Trifilia se rebelaron y ayudaron a los mesenios, mientras que los eleos ayudaban a Esparta. Los de Pisa estaban mandados por su rey Pantaleón, que ocupó Olimpia durante la XXXIV olimpíada en 644 a. C. y se celebraron los juegos olímpicos con exclusión de los eleos. Pero la derrota de los mesenios supuso también la de Pisa.
En 588 a. C. en la XLVIII olimpíada, los eleos sospecharon de la fidelidad del rey de Pisa, Damofón, hijo de Pantaleón, e invadieron su país, pero se retiraron. En 572 a. C. en la LII olimpíada, el rey de Pisátide, Pirro, hermano y sucesor de Damofón, invadió Élide ayudado por las ciudades de Dispontio (Pisátide), Macisto y Escilunte (en Trifilia ambas) y fue derrotado y las ciudades rebeladas destruidas. Después de eso la paz fue la norma en toda la región de Élide.
En la guerra del Peloponeso, fueron aliados de Esparta hasta la paz de Nicias en 421 a. C. A partir de entonces, Esparta comenzó a apoyar a los pequeños estados para evitar que ninguno puderia llegar a ser demasiado fuerte y eso provocó la revuelta de Lépreo en Trifilia, que pidió ayuda a los espartanos. Esparta reconoció su independencia y envió un ejército. Entonces Élide renunció a su alianza y entró en la liga entre Argos, Corinto y Mantinea. En 420 a. C. se celebró el festival olímpico, y los espartanos fueron excluidos. Lucharon en la batalla de Mantinea contra Esparta (418 a. C.) y tras la victoria de Esparta, esta impuso su hegemonía y no se restablecieron las antiguas buenas relaciones.
Cuando Esparta impuso la hegemonía sobre Atenas, aquella se dirigió contra Elis y le exigió renunciar al dominio sobre las ciudades dependientes y pagar unas cuotas tributarias adeudadas a Esparta. Como no atendieron la petición, el rey Agis II invadió el país en 402 a. C. y la guerra duró tres años al final de los cuales, Elis pidió la paz y renunció a las ciudades de Trifilia y a Lasión (reclamada por los arcadios) y algunas ciudades del distrito montañoso de Acroreya. El puerto de Cilene fue entregado a Esparta. El festival olímpico fue reclamado por Pisa, pero su petición fue rechazada y Elis conservó la presidencia (400 a. C.).
Después de la batalla de Leuctra y la destrucción del poder espartano (371 a. C.), Elis quiso recuperar sus antiguos dominios incluyendo Trifilia, pero esta región fue admitida en la Liga Arcadia (368 a. C.), que había creado Epaminondas y estaba tutelada por Tebas. También fueron admitidas las ciudades de Acroreya. Élide se alió entonces con Esparta contra Arcadia y en 366 a. C. comenzó la guerra contra Arcadia. Los eleos ocuparon Lasión y las otras ciudades de Acroreya, pero los arcadios contraatacaron y las recuperaron y establecieron una fortaleza con guarnición en el monte de Cronion en Olimpia, marchando todo seguido hacia Elis, que no estaba fortificada, y estaba a su alcance. El partido democrático se rebeló y derrocó a la oligarquía, pero fueron derrotadas finalmente y huyeron de la ciudad y se unieron a los arcadios, gracias a los cuales ocuparon Pilos, una ciudad a la orilla del Peneo a unos 15 km de Elis. Los arcadios se retiraron y abandonaron el combate en manos de los demócratas; volvieron al año siguiente (365 a. C.) y derrotaron a los eleos un lugar entre Elis y Cilene. Elis pidió ayuda a Esparta que invadió el sudoeste de Arcadia para distraer al ejército de la liga de su guerra en Élide. Así los eleos recuperaron Pilos y exterminaron a los demócratas. 
En 364 a. C. se celebró la CIV Olimpíada. Los arcadios mientras habían rechazado a los espartanos y conservaban una guarnición cerca de Olimpia y decidieron devolver la presidencia a Pisa en unión de la cual celebraron los juegos. Los eleos se indignaron y atacaron a los arcadios cerca de Olimpia y los vencieron. Los eleos después quitaron esta olimpíada (así como la VIII y la XXXIV) de los registros. Los arcadios se llevaron los tesoros del templo de Olimpia, pero eso fue mal visto por los propios ciudadanos arcadios que lo consideraron un sacrilegio, y especialmente fue contraria la ciudad de Mantinea. La asamblea de la Liga Arcadia decidió compensar a Élide firmando la paz y devolviendo Olimpia y la presidencia de los juegos (362 a. C.).
Unos años después, Élide se sometió voluntariamente a la alianza macedonia, pero con la condición de no luchar contra Atenas y Tebas. No estuverion presentes en Queronea. Permanecieron en la alianza hasta la muerte de Alejandro Magno en 323 a. C.
Después lucharon contra el regente Antípatro en la Guerra lamiaca. En 312 a. C., la ciudad de Elis fue ocupada por Telesforo, general de Antígono I Monóftalmos, que fortificó la ciudadela con la finalidad de establecer un principado independiente en el Peloponeso, pero otro general, Ptolomeo, expulsó a Telesforo y construyó nuevas fortificaciones.
Después de eso, los eleos se aliaron a Macedonia e ingresaron en la Liga Etolia. Como no querían unirse a la Liga Aquea y permanecieron dentro de la Liga Etolia, fueron atacados por los aqueos. Trifilia en cambio se unió a la Liga Aquea. 

### Tras la ocupación romana
Después de la ocupación romana de Corinto, el país fue puesto bajo dominio romano. Se permitió seguir celebrando los juegos olímpicos. 
En tiempos del emperador Juliano el Apóstata, Elis fue exonerada de tributos para acoger los juegos olímpicos, en un intento de revivir las manifestaciones del paganismo. El festival fue abolido en 394 por Teodosio I el Grande. En 396 el país fue devastado por el visigodo Alarico I.
Permaneció en poder de Bizancio hasta 1205.
Hacia 1208, los caballeros francos de Patras salieron hacia el valle del Peneo. Guillermo de Champlitte estableció su residencia en Andrabida, un distrito fértil a la orilla derecha del Peneo. Godofredo de Villehardouin construyó Clarenza que se convirtió en el principal puerto de la costa oeste de Grecia. Más tarde fue construido Castro Tornese en Clarenza, y Castuni y Santameri.
Pasó como el resto del Peloponeso a los venecianos y formó el distrito de Belvedere (Morea Occidental), nombre que correspondió a la ciudadela de Elis.
Con los otomanos el país se despobló.